# Miss Kiss Kiss Bang
«Miss Kiss Kiss Bang» es una canción de Alex Christensen y Oscar Loya, fue la entrada alemana para el Eurovision Song Contest 2009, celebrado en Moscú, Rusia. Presentado junto con el álbum debut de Oscar Loya, Heart 4 Sale.
La canción fue presentada el 21 de febrero de 2009 en los Echo award en Berlín. Fue revelado que la estrella americana de burlesque, Dita von Teese se uniría a Alex y a Oscar en el escenario. La canción finalizó en el puesto 20 con 35 puntos.